# Aralia hiepiana
Aralia hiepiana är en araliaväxtart som beskrevs av Jun Wen och Lowry. Aralia hiepiana ingår i släktet Aralia och familjen Araliaceae. Inga underarter finns listade.